# Bóth János
Bóth János István (Szászvár, 1949. december 25. –) magyar gépészmérnök, közgazdász, politikus, 2002-től 2010-ig Vác polgármestere és országgyűlési képviselő (MSZP).

## Élete
Bóth János 1949-ben született a Baranya vármegyei Szászváron. Általános iskolai tanulmányait szülőfalujában, középiskolai tanulmányait Pécsett végezte, majd a Miskolci Nehézipari Műszaki Egyetem hallgatója lett, ahol 1973-ban szerzett vegyipari gépészmérnök diplomát. A Cement- és Mészművek Váci Gyárában dolgozott 1983-ig, majd az MSZMP megyei szervezetének gazdaságpolitikai munkatársa lett. Munkája mellett 1980-ban mérnök-közgazdász diplomát szerzett, majd 1984-ben közgazdasági doktorátust szerzett. 1991-től az AEGON biztosító váci fiókjának igazgatója lett. 1994-ben biztosítási szakértői végzettséget szerzett.
1975-ben üzemi KISZ-titkár lett, majd belépett az MSZMP-be. 1987 és 1990 között Vác város tanácselnöke volt, 1989-ben alapító tagként csatlakozott a Magyar Szocialista Párthoz, melynek később helyi elnöke lett. 1990-től váci önkormányzati képviselő, 1994-től a Pest megyei közgyűlés tagja volt. A 2002-es, majd a 2006-os önkormányzati választáson Vác polgármesterévé választották. A 2002-es országgyűlési választáson az MSZP Pest megyei területi listájáról, majd a 2006-os országgyűlési választáson Pest megye 2. számú választókerületéből szerzett mandátumot, az Országgyűlésben a foglalkoztatási és munkaügyi bizottság tagja volt. 2020-ban kilépett az MSZP-ből.
Nős, felesége 1982-től Wágner Aranka gyógypedagógus.